# 2009년 4대륙 피겨스케이팅 선수권 대회

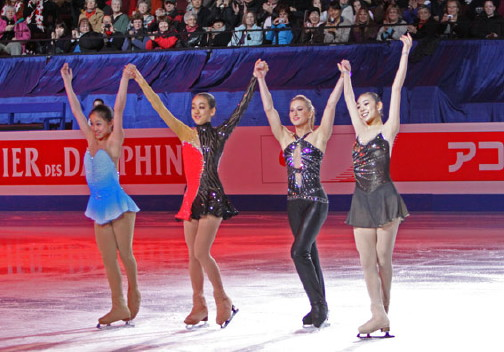

2009년 4대륙 피겨스케이팅 선수권 대회(2009 Four Continents Figure Skating Championships)는 2009년 2월 4일부터 2월 8일까지 캐나다 밴쿠버에서 열렸으며 페어, 남자싱글, 여자싱글의 3종목으로 구성되었다.
4대륙은 아메리카, 아시아, 아프리카, 오세아니아를 이른다.

## 우승자
- 남자싱글- 패트릭 챈
- 여자싱글- 김연아
- 페어 - 팡칭 / 통 지안
- 아이스댄싱 - 메릴 데이비스 / 찰리 화이트